# Constantino VIII
Constantino VIII Porfirogéneta (en griego Κωνσταντίνος Η΄, Kōnstantinos VIII) (960-11 de noviembre de 1028), fue emperador bizantino desde 1025 hasta su muerte. Era hijo del emperador Romano II y hermano menor de Basilio II, que murió sin hijos, dejando el gobierno del Imperio bizantino en manos de Constantino.

## Vida
Constantino fue coronado como coemperador en el año 962, con solo dos años de edad (lo que no era extraño en el Imperio bizantino). En teoría, Constantino asumió el gobierno junto a su hermano Basilio tras morir Juan I Tzimisces en 976, pero durante los 49 años de reinado de Basilio, Constantino apenas participó en los asuntos de estado, incluso aunque Basilio estuviese muy a menudo fuera de Constantinopla en sus campañas militares. El indolente Constantino, que tenía una vida de ocio y solo aspiraba a llevar una existencia regalada, cedió a su hermano Basilio, el mayor de ambos, todo el poder, reteniendo tan solo el título de emperador, a pesar de que pudo repartirse por igual con su hermano la herencia de su padre.
Cuando Basilio II murió en diciembre de 1025, Constantino pasó a ser el único emperador, aunque sólo reinó durante menos de tres años, hasta su muerte el 11 de noviembre de 1028. Asumió el poder a los 65 años edad, y al encontrar lleno de dinero el tesoro imperial, se abandonó a sus placeres. Sabiéndose incapaz de consumir su tiempo en preocupaciones, delegó las responsabilidades en hombres con una gran formación, mientras él se encargaba de todo lo relacionado con las audiencias a los embajadores o del resto de los pequeños asuntos administrativos. 
Jamás se mostró excesivamente preocupado por el poder; aunque de constitución fuerte, era débil de espíritu; al hacerse viejo y no poder combatir ya, se exasperaba con cualquier noticia de mal augurio. Su reinado fue desastroso por su falta de coraje. Reaccionaba ante la menor sospecha con gran crueldad: así, ordenó la ejecución o mutilación de cientos de hombres inocentes. A los pocos meses del comienzo de su reinado, las leyes sobre la tierra dictadas por Basilio fueron derogadas por la presión de la aristocracia de Anatolia.
Constantino era alto, delgado y de buena planta, por contraste con Basilio que era bajo y ancho. Tenía un estómago resistente, y era un experto a la hora de aderezar las comidas, de combinar olores y colores en los platos y de hacer apetitosa cualquier vianda. Aunque no tenía muchos estudios, y sus conocimientos eran muy limitados, estaba dotado de una destreza y gracia innatas y tenía la fortuna de poseer una lengua delicada y elegante a la hora de hablar, con la que deslumbraba a todo el mundo. Sus mayores pasiones eran las carreras de carros y los espectáculos públicos, y su afición por los dados y los juegos de tablero era tal que desatendía los más graves asuntos de Estado. Era también un magnífico jinete, pero cuando llegó a ser emperador único, sufría de gota crónica y apenas podía andar. 
Constantino tomó como mujer a una de las más nobles patricias, llamada Helena, hija de Alipio. Esta mujer, hermosa de apariencia y noble de espíritu, dio tres hijas antes de pasar a mejor vida. El Imperio pasó a su hija Zoe y a los maridos e hijos de ésta.